# Albert Dossenbach
Albert Dossenbach (ur. 5 czerwca 1891, zm. 3 lipca 1917) – niemiecki as myśliwski z czasów I wojny światowej z 15 potwierdzonymi zwycięstwami powietrznymi. Dowódca Jagdstaffel 10 i Jagdstaffel 36.

## Życiorys
Urodzony w Schwarzwaldzie Albert Dossenbach studiował medycynę. Służbę rozpoczął sierpnia 1914 roku piechocie. Już po kilku tygodniach wojny został odznaczony Krzyżem Żelaznym za wyniesienie z pola bitwy dowódcy. Do stycznia 1915 roku został odznaczony jeszcze dwukrotnie oraz promowany na stopień oficerski. W końcu 1915 roku został przeniesiony do lotnictwa i po przejściu szkolenia z pilotażu został przydzielony do FFA 22 w czerwcu 1916 roku. W jednostce latał na dwumiejscowym samolocie Albatros C.II. Razem ze swoim obserwatorem porucznikiem Hansem Schillingiem zestrzelili 8 samolotów nieprzyjaciela. 27 września 1916 roku zostali zestrzeleni przez pilotów z 25 Squadronu RAC. 21 października 1916 roku został odznaczony Orderem Rodu Hohenzollernów. Dziewiąty samolot zestrzelił 3 listopada, a 11 listopada został odznaczony orderem Pour le Mérite.
9 lutego 1917 roku Albert Dossenbach został przydzielony do eskadry myśliwskiej Jagdstaffel 2 na szkolenie w pilotażu samolotów myśliwskich. 22 lutego został skierowany do Fliegerersatz Abteilung Nr. 13 we Wrocławiu w celu objęcia dowództwa nowo powstałej eskadry myśliwskiej Jagdstaffel 36. Odniósł pierwsze zwycięstwo dla swojej nowej jednostki 5 kwietnia. 2 maja został ranny w czasie bombardowania lotniska, na którym stacjonowała Jasta 36. Po okresie leczenia 21 czerwca został skierowany na stanowisko dowódcy Jagdstaffel 10. Po osiągnięciu swojego 15. zwycięstwa w czasie walki z czterema samolotami brytyjskimi, jego samolot zapalił się. Albert Dossenbach wyskoczył z palącego się samolotu, ponosząc śmierć na miejscu. Został pochowany na cmentarzu we Freibergu.

## Odznaczenia
- Pour le Mérite – 11 listopada 1916
- Królewski Order Rodu Hohenzollernów – 21 października 1917
- Krzyż Żelazny I Klasy
- Krzyż Żelazny II Klasy
- pruski Złoty Krzyż Zasług Wojskowych